# تشارلز إم. هاريس
تشارلز إم. هاريس هو محامي وسياسي أمريكي، ولد في 10 أبريل 1821 في مونفوردفيل في الولايات المتحدة، وتوفي في 20 سبتمبر 1896 في شيكاغو في الولايات المتحدة. نشط حزبياً في الحزب الديمقراطي. وقد انتخب عضو مجلس النواب الأمريكي ‏.